# Lüscherz
Lüscherz (toponimo tedesco; in francese Locras, desueto) è un comune svizzero di 545 abitanti del Canton Berna, nella regione del Seeland (circondario del Seeland).

## Geografia fisica
Lüscherz è affacciato sul Lago di Bienne.

## Società

### Evoluzione demografica
L'evoluzione demografica è riportata nella seguente tabella:
Abitanti censiti

## Infrastrutture e trasporti
Lüscherz è servito dall'omonima stazione sulla ferrovia Bienne-Ins.

## Amministrazione
Ogni famiglia originaria del luogo fa parte del cosiddetto comune patriziale e ha la responsabilità della manutenzione di ogni bene comune.